# Чемпіонат України із шахів 2014 (жінки)
74-й чемпіонат України із шахів серед жінок проходив з 12 по 22 листопада 2014 року за адресою: Львівська область, Жовківський район, село Малехів, вул. Жовківська,1. Змагання проводилися за коловою системою у 9 турів за участі 10 шахісток. 
Чемпіонкою України вдруге стала Анна Музичук.

## Регламент турніру

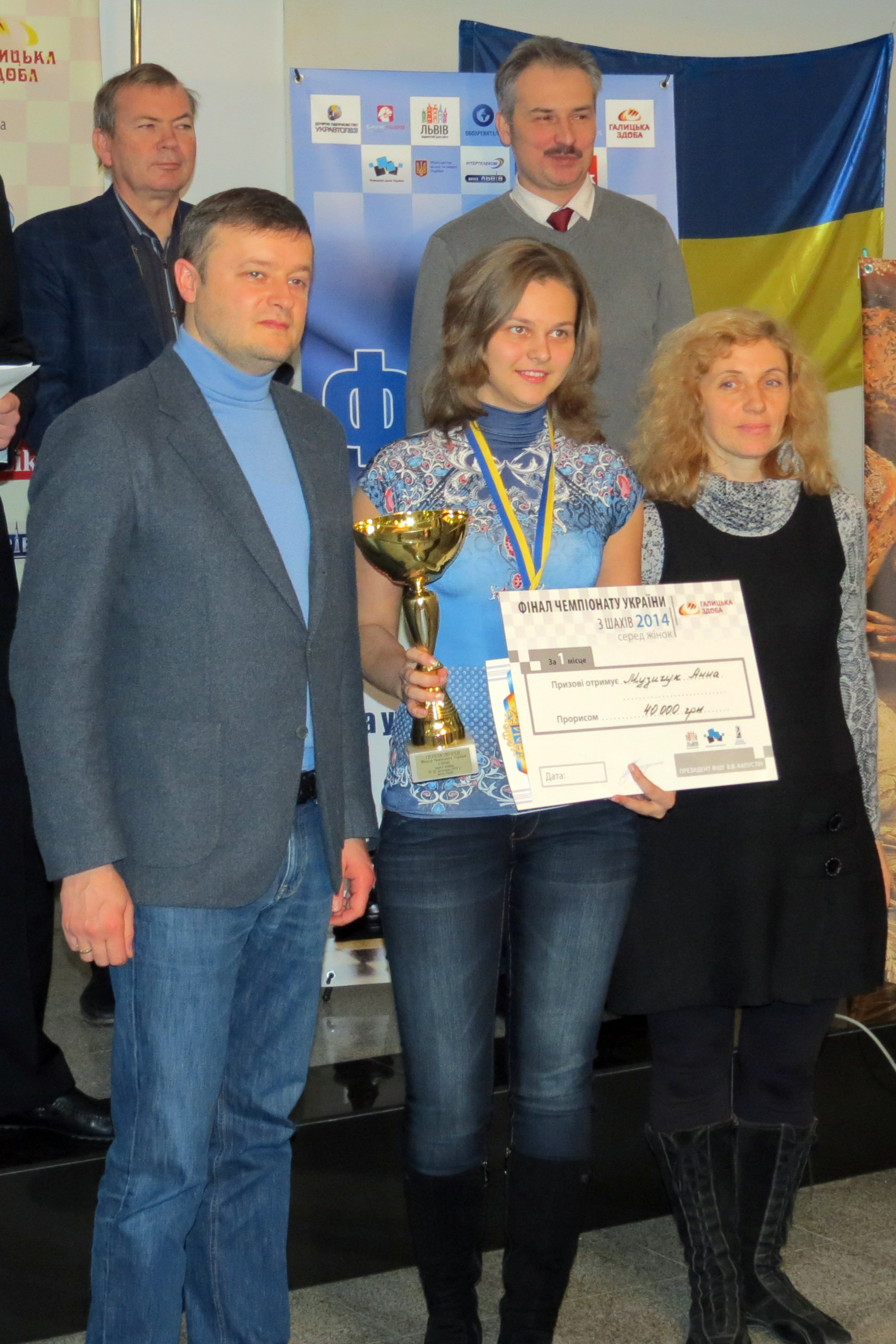
Анна Музичук — чемпіонка України 2014 року

Категорія турніру — V (середній рейтинг — 2363,7).

Головний суддя турніру — арбітр ФІДЕ — Олександр Прохоров.

### Розклад змагань
- Відкриття турніру: 12 листопада[2]
- Ігрові дні: 13—16, 18—22 листопада
- Вихідний день: 17 листопада
- Закриття турніру: 22 листопада (після закінчення партій останнього туру)

Час початку партій (київський) — 15.00 год (останнього туру — 12.00 год).

### Контроль часу
- 90 хвилин на перші 40 ходів плюс 30 хвилин до закінчення партії кожному учаснику з додаванням 30 секунд за кожен зроблений хід, починаючи з першого. Дозволений час спізнення на партію — 15 хвилин з початку туру.

### Критерії розподілу місць
Місця визначаються за кількістю набраних очок. У разі рівності очок у двох або більше учасників місця визначаються (у порядку пріоритетів) за такими додатковими показниками:
- 1. Коефіцієнт Зоннеберга-Бергера;
- 2. Результат особистої зустрічі;
- 3. Кількість виграних партій;
- 4. Плей-оф.

## Учасниці турніру

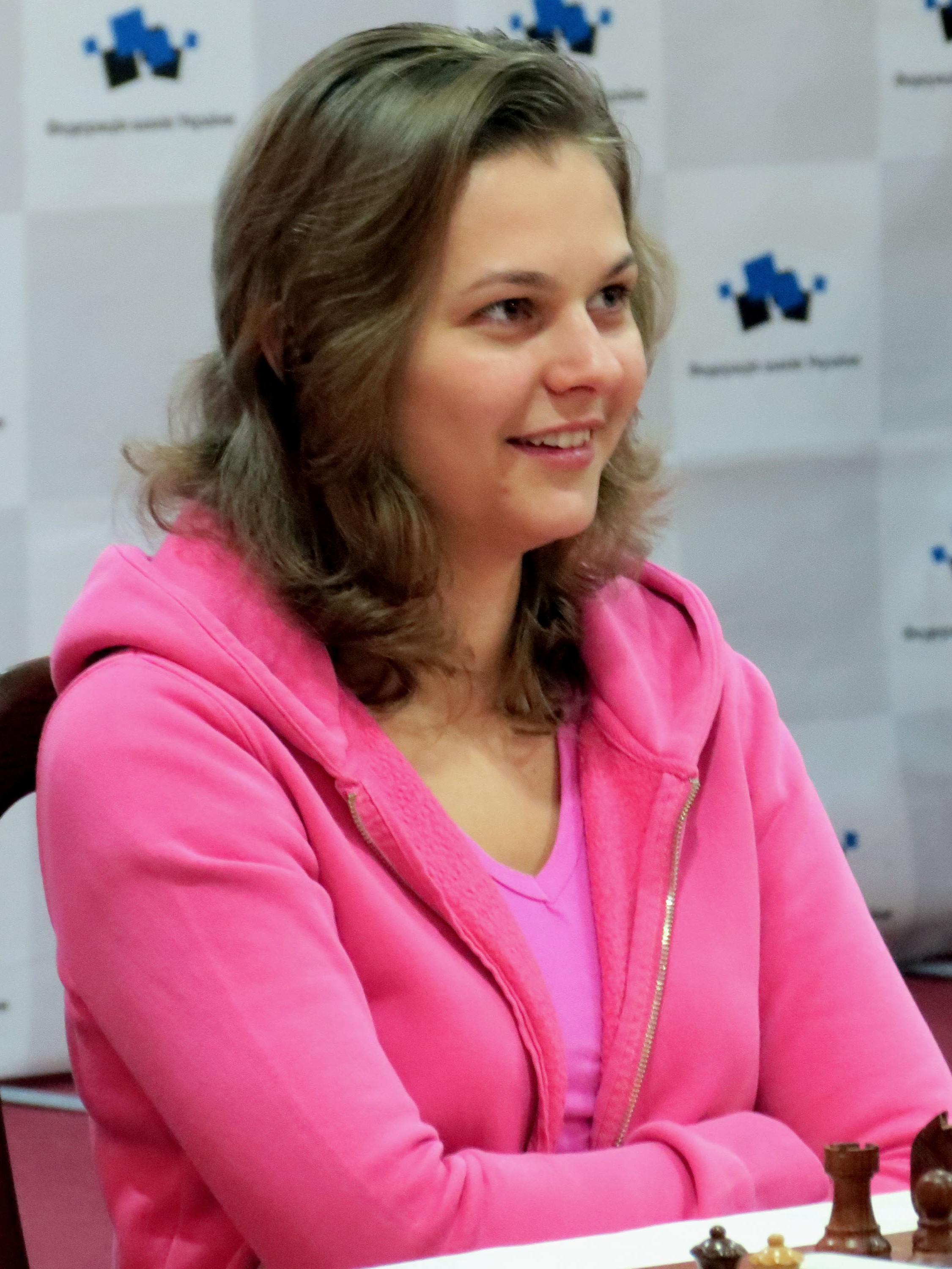
А.Музичук — за мить до початку партій 5 туру

| - Анна Музичук (Стрий, 2545) — 6 (1-е в Україні) - Марія Музичук (Стрий, 2529) — 9 (2) - Анна Ушеніна (Харків, 2494) — 18 (3) - Наталя Жукова (Одеса, 2470) — 32 (4) - Інна Гапоненко (Херсон, 2381) — 81 (5) - Марія Танцюра (Сімферополь, 2302) — 181 (8) - Євгенія Долуханова (Харків, 2284) — 219 (10) - Ольга Калініна (Тернопіль, 2259) — 262 (11) - Юлія Осьмак (Київ, 2246) — 284 (13) - Віра Тарлєва (Харків, 2127) — 702 (31) |

жирним — місце в рейтингу Ело станом на листопад 2014 року.

## Рух за турами

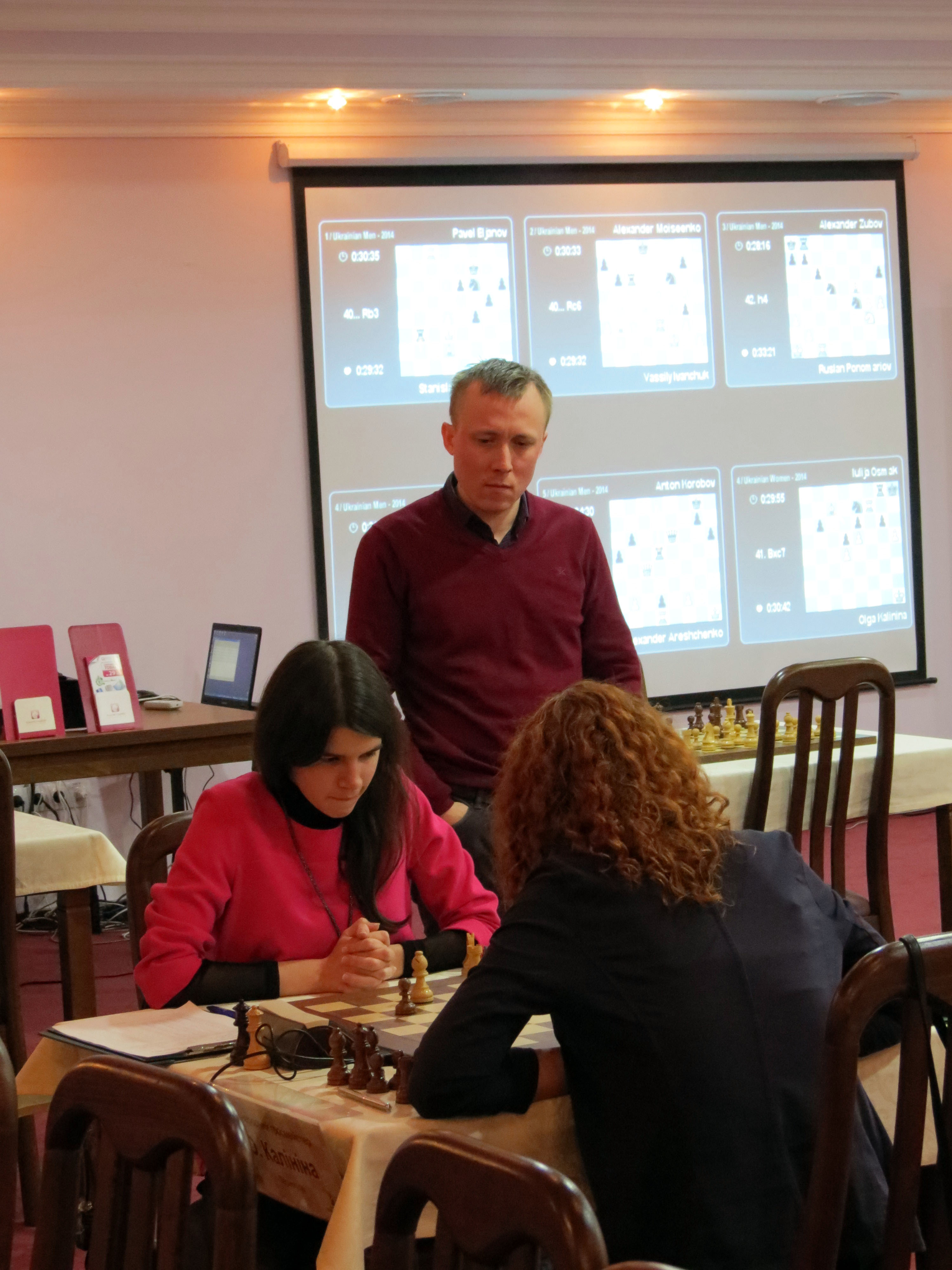
Руслан Пономарьов спостерігає за грою Юлії Осьмак та Ольги Калініної

| 1-й тур 13.11.2014 року | 1-й тур 13.11.2014 року | 1-й тур 13.11.2014 року | 1-й тур 13.11.2014 року | 1-й тур 13.11.2014 року |
| ----------------------- | ----------------------- | ----------------------- | ----------------------- | ----------------------- |
| Ушеніна                 | 0                       | 0:1                     | 0                       | Осьмак                  |
| М.Музичук               | 0                       | ½:½                     | 0                       | А.Музичук               |
| Тарлєва                 | 0                       | 0:1                     | 0                       | Жукова                  |
| Гапоненко               | 0                       | ½:½                     | 0                       | Долуханова              |
| Калініна                | 0                       | 1:0                     | 0                       | Танцюра                 |
| 4-й тур 16.11.2014 року |                         |                         |                         |                         |
| Жукова                  | 2½                      | ½:½                     | 1½                      | Долуханова              |
| Осьмак                  | 2                       | 1:0                     | 1                       | Танцюра                 |
| А.Музичук               | 2                       | 1:0                     | 1½                      | Калініна                |
| Тарлєва                 | 1                       | ½:½                     | 1½                      | Гапоненко               |
| М.Музичук               | 2                       | +:-                     | 0                       | Ушеніна                 |
| 7-й тур 20.11.2014 року |                         |                         |                         |                         |
| Гапоненко               | 3½                      | ½:½                     | 4½                      | Жукова                  |
| Калініна                | 3½                      | +:-                     | 0                       | Ушеніна                 |
| Танцюра                 | 1½                      | 0:1                     | 3½                      | М.Музичук               |
| Долуханова              | 2½                      | ½:½                     | 2                       | Тарлєва                 |
| Осьмак                  | 4                       | ½:½                     | 5                       | А.Музичук               |

| 2-й тур 14.11.2014 року | 2-й тур 14.11.2014 року | 2-й тур 14.11.2014 року | 2-й тур 14.11.2014 року | 2-й тур 14.11.2014 року |
| ----------------------- | ----------------------- | ----------------------- | ----------------------- | ----------------------- |
| Жукова                  | 1                       | 1:0                     | 0                       | Танцюра                 |
| Долуханова              | ½                       | 1:0                     | 1                       | Калініна                |
| Осьмак                  | 1                       | ½:½                     | ½                       | Гапоненко               |
| А.Музичук               | ½                       | +:-                     | 0                       | Ушеніна                 |
| Тарлєва                 | 0                       | 0:1                     | ½                       | М.Музичук               |
| 5-й тур 18.11.2014 року |                         |                         |                         |                         |
| Ушеніна                 | 0                       | -:+                     | 3                       | Жукова                  |
| Гапоненко               | 2                       | ½:½                     | 3                       | М.Музичук               |
| Калініна                | 1½                      | 1:0                     | 1½                      | Тарлєва                 |
| Танцюра                 | 1                       | 0:1                     | 3                       | А.Музичук               |
| Долуханова              | 2                       | ½:½                     | 3                       | Осьмак                  |
| 8-й тур 21.11.2014 року |                         |                         |                         |                         |
| Жукова                  | 5                       | ½:½                     | 5½                      | А.Музичук               |
| Тарлєва                 | 2½                      | 0:1                     | 4½                      | Осьмак                  |
| М.Музичук               | 4½                      | 1:0                     | 3                       | Долуханова              |
| Ушеніна                 | 0                       | -:+                     | 1½                      | Танцюра                 |
| Гапоненко               | 4                       | ½:½                     | 4½                      | Калініна                |

| 3-й тур 15.11.2014 року | 3-й тур 15.11.2014 року | 3-й тур 15.11.2014 року | 3-й тур 15.11.2014 року | 3-й тур 15.11.2014 року |
| ----------------------- | ----------------------- | ----------------------- | ----------------------- | ----------------------- |
| М.Музичук               | 1½                      | ½:½                     | 2                       | Жукова                  |
| Ушеніна                 | 0                       | -:+                     | 0                       | Тарлєва                 |
| Гапоненко               | 1                       | ½:½                     | 1½                      | А.Музичук               |
| Калініна                | 1                       | ½:½                     | 1½                      | Осьмак                  |
| Танцюра                 | 0                       | 1:0                     | 1½                      | Долуханова              |
| 6-й тур 19.11.2014 року |                         |                         |                         |                         |
| Жукова                  | 4                       | ½:½                     | 3½                      | Осьмак                  |
| А.Музичук               | 4                       | 1:0                     | 2½                      | Долуханова              |
| Тарлєва                 | 1½                      | ½:½                     | 1                       | Танцюра                 |
| М.Музичук               | 3½                      | 0:1                     | 2½                      | Калініна                |
| Ушеніна                 | 0                       | -:+                     | 2½                      | Гапоненко               |
| 9-й тур 22.11.2014 року |                         |                         |                         |                         |
| Калініна                | 5                       | 0:1                     | 5½                      | Жукова                  |
| Танцюра                 | 2½                      | 0:1                     | 4½                      | Гапоненко               |
| Долуханова              | 3                       | +:-                     | 0                       | Ушеніна                 |
| Осьмак                  | 5½                      | ½:½                     | 5½                      | М.Музичук               |
| А.Музичук               | 6                       | 1:0                     | 2½                      | Тарлєва                 |

## Турнірна таблиця
| №  | Учасник            | Місто       | Вік | Рейтинг | 1 | 2 | 3 | 4 | 5 | 6 | 7 | 8 | 9 | 10 |  | + | − | = | Очки | Місце  | ТВ    | Перфоменс | +/-   |
| -- | ------------------ | ----------- | --- | ------- | - | - | - | - | - | - | - | - | - | -- |  | - | - | - | ---- | ------ | ----- | --------- | ----- |
| 1  | Анна Музичук       | Стрий       | 24  | 2545    |   | ½ | + | ½ | ½ | 1 | 1 | 1 | ½ | 1  |  | 5 | 0 | 4 | 7    | Gold   | 20,00 | 2518      | -0,7  |
| 2  | Марія Музичук      | Стрий       | 22  | 2529    | ½ |   | + | ½ | ½ | 1 | 1 | 0 | ½ | 1  |  | 4 | 1 | 4 | 6    | 4      | 16,50 | 2422      | -9,4  |
| 3  | Анна Ушеніна       | Харків      | 29  | 2494    | - | - |   | - | - | - | - | - | 0 | -  |  | 0 | 9 | 0 | 0    | 10     | 0     |           |       |
| 4  | Наталя Жукова      | Одеса       | 35  | 2470    | ½ | ½ | + |   | ½ | 1 | ½ | 1 | ½ | 1  |  | 4 | 0 | 5 | 6½   | Silver | 18,75 | 2475      | +1.7  |
| 5  | Інна Гапоненко     | Херсон      | 38  | 2381    | ½ | ½ | + | ½ |   | 1 | ½ | ½ | ½ | ½  |  | 2 | 0 | 7 | 5½   | 5      | 16,50 | 2388      | +1,4  |
| 6  | Марія Танцюра      | Сімферополь | 18  | 2302    | 0 | 0 | + | 0 | 0 |   | 1 | 0 | 0 | ½  |  | 2 | 6 | 1 | 2½   | 9      | 3,75  | 2104      | -39.6 |
| 7  | Євгенія Долуханова | Харків      | 30  | 2284    | 0 | 0 | + | ½ | ½ | 0 |   | 1 | ½ | ½  |  | 2 | 3 | 4 | 4    | 7      | 12,25 | 2270      | -5,4  |
| 8  | Ольга Калініна     | Тернопіль   | 25  | 2259    | 0 | 1 | + | 0 | ½ | 1 | 0 |   | ½ | 1  |  | 4 | 3 | 2 | 5    | 6      | 12,75 | 2361      | +20,0 |
| 9  | Юлія Осьмак        | Київ        | 16  | 2246    | ½ | ½ | 1 | ½ | ½ | 1 | ½ | ½ |   | 1  |  | 3 | 0 | 6 | 6    | Bronze | 17,00 | 2457      | +85,6 |
| 10 | Віра Тарлєва       | Харків      | 26  | 2127    | 0 | 0 | + | 0 | ½ | ½ | ½ | 0 | 0 |    |  | 1 | 5 | 3 | 2½   | 8      | 4,50  | 2126      | -3.8  |

### Підсумкова таблиця
Розподіл місць та кількість набраних очок без врахування результатів Анни Ушеніної, яка зігравши в 1 турі, не з’явилася на партію 2 туру, при цьому не зробила жодних офіційних заяв і не поставила до відома суддівську колегію, тому була виключена з турніру.
1. Анна Музичук - 6 очок
2. Наталя Жукова - 5½
3. Юлія Осьмак - 5
4. Марія Музичук - 5
5. Інна Гапоненко - 4½
6. Ольга Калініна - 4
7. Євгенія Долуханова - 3
8. Віра Тарлєва - 1½
9. Марія Танцюра - 1½